# Monastère Saint-Pierre de Siresa
Pour les articles homonymes, voir Monastère Saint-Pierre.
Le monastère Saint-Pierre de Siresa (en espagnol : monasterio de San Pedro de Siresa) est un monastère roman, situé dans le village de Siresa, au cœur de la vallée pyrénéenne de Echo, dans la province de Huesca, au nord de l'Aragon, en Espagne.
Situé à 822 mètres d'altitude, au nord de la communauté autonome aragonaise, il est le monastère aragonais le plus septentrional. Fondé en 833 par le comte d'Aragon, Galindo Garcés, il devint un des lieux d'expression et de conservation de la culture aragonaise aux premiers temps de la reconquête. C'est en particulier dans l'école de ce monastère que fut formé le roi Alphonse Ier « le Batailleur ». Entré en décadence au XIIe siècle, il est abandonné à la fin de ce même siècle.
Aujourd'hui, seule l'église abbatiale a survécu du vaste monastère. Elle sert d'église paroissiale aux habitants du village de Siresa qui s'est développé aux pieds de l'abbaye. Le bâtiment est protégé depuis 1931, date de son inscription à la liste des monuments historiques.

## Histoire
La fondation du monastère de Siresa intervient dans le contexte des débuts de la reconquête de l'Espagne par des autorités politiques chrétiennes. Par un document daté du 25 novembre 833, le comte d'Aragon Galindo Garcés donne des terres pour qu'un monastère y soit fondé. Il est construit sur un édifice antérieur, d'architecture préromane, de style wisigothique ou carolingien, comme des fouilles entreprises en 1991 l'ont montré. Il y avait notamment une église de plan basilical à trois nefs parallèles avec une abside rectangulaire, et peut-être un ancien lieu d'accueil pour les voyageurs utilisant la voie romaine reliant Saragosse au Béarn. Il est possible qu'outre sa portée religieuse, la fondation du monastère ait eu parmi ses objectifs de fixer des populations dans un emplacement stratégique, au cœur d'une vallée tout juste reconquise.
D'après l'historien José Luis Corral, le monastère ne serait pas une fondation carolingienne, mais plutôt une réaction « indigène » aragonaise face à la présence carolingienne croissante dans les vallées pyrénéennes ; toujours d'après lui, les premiers moines n'auraient pas été d'origine franque, mais des mozarabes réfugiés originaires de la vallée de l'Èbre sous domination musulmane. Cela pourrait expliquer entre autres que le rite mozarabe soit toujours pratiqué dans les monastères aragonais au milieu du XIe siècle.
Le premier abbé du monastère est Zacarias, qui organise la communauté suivant la règle d'Aix, approuvée par un synode réuni à 816 à Aix-la-Chapelle, et inspirée de la règle de Chrodegang de Metz. À l'occasion d'une visite du monastère, sans doute en 852, le prêtre cordouan Euloge note l'importance du monastère, et notamment de sa bibliothèque. En 867, le comte d'Aragon Galindo Ier Aznárez fait donation au monastère du village d'Echo, dans le Valle de Echo, et par la suite la totalité de la vallée. D'après José Luis Corral, les comtes d'Aragon renforcent ainsi la position du monastère, qui apparaît lié à la dynastie comtale ainsi qu'à l'indépendance du comté d'Aragon.
Au Xe siècle, le monastère est un temps le lieu de résidence des évêques de Huesca (l'évêque est itinérant depuis la prise de Huesca par les Omeyyades en 713), avant que celui-ci ne s'implante à Jaca en 1076, puis à Huesca une fois la ville reconquise, en 1096. À la fin du XIe siècle, le fils du roi Sanche Ier, Alphonse Ier, suit une partie de son éducation à Siresa. Monté sur le trône en 1104, il confirme les privilèges du monastère et lui en accorde d'autres. Placé sous l'autorité de l'évêque de Huesca en 1145, Saint-Pierre de Siresa tend par la suite à perdre de sa puissance politique et économique.

## Description

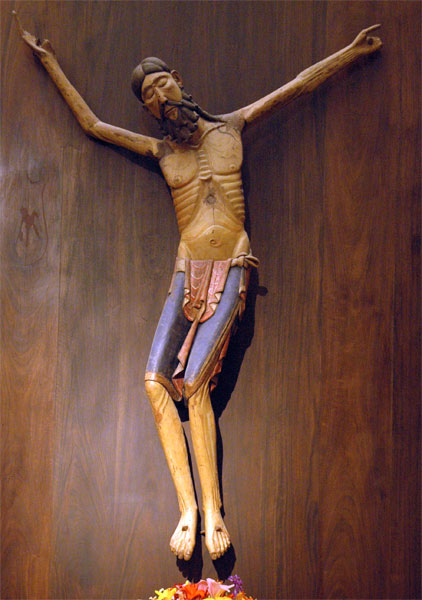
Christ sculpté de Siresa découvert en 1995.

L'unique édifice qui subsiste aujourd'hui est l'église abbatiale, qui pour l’essentiel remonte au XIIe siècle. La construction a commencé en 1082, à l'emplacement de l'ancienne église de style préroman, mais elle n'a jamais été complètement achevée. L'église a une seule abside, de forme semi-circulaire à l’intérieur et polygonale à l’extérieur, et sous laquelle se trouve la crypte. L’église conserve des éléments préromans, notamment la base de la nef et le portail principal. Son style est particulièrement sobre : le seul motif sculpté est un chrisme au tympan du portail. Les traces d'une restauration au XIIIe siècle, de moindre qualité que les travaux précédents, sont visibles.
L'église conserve une partie de son mobilier, dont un Christ en bois sculpté provenant d'une Descente de croix, une Vierge sculptée du XIIIe siècle et des retables dédiés à l'évangéliste Jean, à la Trinité, à saint Étienne et à saint Jacques.
En 1995, lors de travaux de restauration, un Christ en bois de noyer sculpté polychrome du XIIIe siècle est découvert lors du démontage d'un autel en maçonnerie.

## Protection
Le monastère fait l’objet d’un classement en Espagne au titre de bien d'intérêt culturel depuis le 3 juin 1931. Plusieurs campagnes de recherches archéologiques y ont été menées à bien depuis lors.

### Sources
- (an) Cet article est partiellement ou en totalité issu de l’article de Wikipédia en aragonais intitulé « Monesterio de Sant Per de Ciresa » (voir la liste des auteurs).